# Абгарян, Наринэ Юрьевна

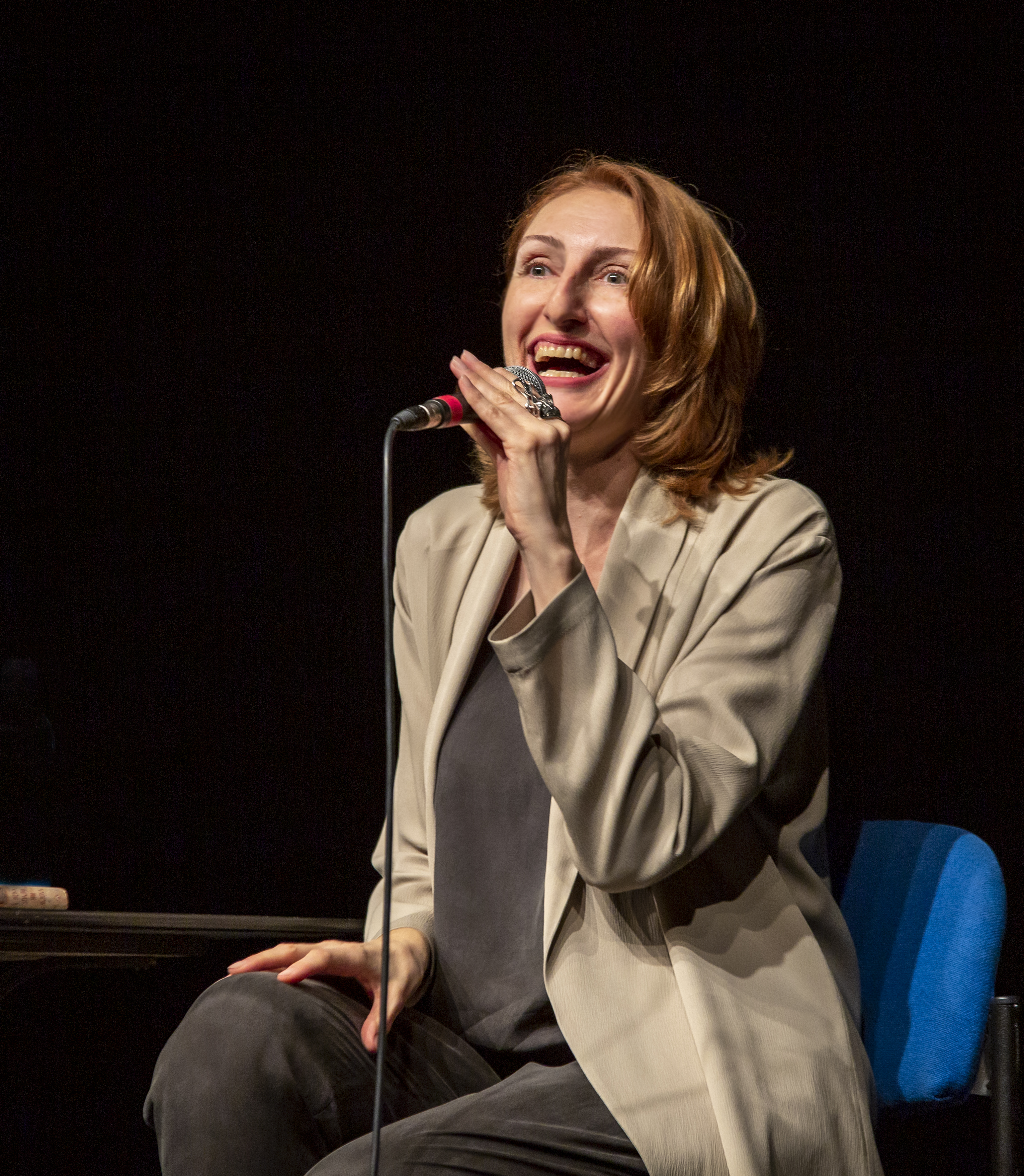
Наринэ Абгарян. Встреча с читателями в Рамат-Гане. Израиль. 2019

Наринэ́ (Нарине́) Ю́рьевна Абгаря́н (арм. Նարինե Յուրիի Աբգարյան; род. 14 января 1971, пгт Берд, Шамшадинский район, Армянская ССР, СССР) — армянская русскоязычная писательница, блогер. Лауреат премии «Ясная Поляна» (2016) и номинант «Большой книги» (2011). Автор бестселлеров «Манюня» и «Люди, которые всегда со мной». В 2020 году The Guardian называет её в числе самых ярких авторов Европы.

## Биография
Родилась в городе Берд Тавушского района Армении, в семье врача и преподавательницы. Помимо Наринэ, в семье есть ещё брат Айк и три сестры: Каринэ, Гаянэ, Сона. Дед по линии отца был армянином, беженцем из Западной Армении, а бабушка — армянкой, уроженкой Восточной Армении. Дед по линии матери также был армянином, выходцем из Карабаха; бабушка была русской, уроженкой Архангельской области России.
«Сегодняшний мир, в разных уголках которого идут войны, дело рук нашего поколения», - говорит Наринэ Абгарян, добавляя, что это значит, что что-то делается неправильно. «Я даже не понимаю, почему человечество совершает так много ошибок. Ведь что нужно каждому человеку... чтобы был дом, было здоровье, была работа... Мне не кажется, что человеку многое нужно для счастья. Это не так сложно создать. Как получается, что всё время идут войны?...» (2020 г.)
Окончила Ереванский государственный лингвистический университет им. В. Я. Брюсова (получила высшее образование по специальности «учитель русского языка и литературы») и в 1993 году переехала в Москву, работала там бухгалтером, продавцом.
Её путь к литературному признанию начался с того, что она завела блог в популярном «Живом Журнале». По её мнению: «Это было прекрасное время — эпоха ЖЖ. Мы все были свободны, молоды, безголовы и не сильно обременены ответственностью. Это было пространство творческих людей которым было о чём друг с другом поговорить. Из ЖЖ вышли прекрасные современные писатели Лора Белоиван, Яна Вагнер, Катя Пицык и многие другие, поэты Вера Полозкова, Дмитрий Воденников, Аля Хайтлина». Истории про девочку Манюню заинтересовали писательницу Лару Галль — и та порекомендовала автора редактору издательства «Астрель-СПб».
Автобиографическая повесть «Манюня» получила Российскую национальную литературную премию «Рукопись года». В дальнейшем автор написала трилогию о приключениях маленькой девочки и ещё несколько романов и повестей.
В 2012 году вышла книга «Семен Андреич. Летопись в каракулях» с иллюстрациями художницы Виктории Кирдий.
В 2014 году вышла детская книга «Шоколадный дедушка», написанная в соавторстве с Валентином Постниковым (единственная, которую сама автор называла среди своих книг детской).
В августе 2015 года Наринэ Абгарян была названа одним из двух лауреатов (наряду с Ириной Краевой) Российской литературной премии имени Александра Грина — за выдающийся вклад в развитие отечественной литературы.
В марте 2020 года на английском — первый её перевод на него — вышел роман «С неба упали три яблока» («Three Apples Fell from the Sky», издательства Oneworld Publications).
По книге «Манюня» поставлены спектакли в «СамАрте», Омском ТЮЗе и РАМТе.
Член попечительского совета благотворительного фонда «Созидание».
В апреле 2018 года выступила против премьера С. Саргсяна, опубликовав текст в Фейсбуке. Выступала в защиту сестер Хачатурян.
Её любимая книга — «Сто лет одиночества». Любит фильм Данелии «Не горюй» (говорила, что он характеризует состояние её души).
Сын — Эмиль Медников (род. 26 ноября 1995 года).

## Исследования творчества
Произведения Н. Абгарян изучаются в лингвистическом аспекте в научной школе профессора Е. П. Иванян. В повести «Манюня» анализируются прецедентные онимы и система сравнений. Обнаружено, что прецедентные имена собственные, отсылая реципиента к известным людям или персонажам, создают яркие образы персонажей повести «Манюня». Прецедентные онимы направлены на актуализацию комического. На материале литературных антропонимов показана «лингвистическая зоркость» автора повести.
Лингвисты[кто?] охарактеризовали систему сравнений, выявили количественное превосходство индивидуально-авторских сравнений над устойчивыми, определили частотные сравнения-фавориты в повести «Манюня». Сравнения в повести «Манюня» как в произведении литературы детского чтения выполняет ряд функций, благодаря которым у юных читателей развивается воображение, креативные способности. Разговорные элементы помогают лучше воспринимать текст.

## Признание
- «Манюня» — лауреат премии «Рукопись года» (2011)[27]
- 2013 — Премия «BABY-НОС» (Новая русская словесность)[28].
- 2014 — сказка Абгарян «Великан, который мечтал играть на скрипке» была признана порталом «Папмамбук» лучшей детской книгой[29].
- 2015 — Н.Абгарян стала одним из двух лауреатов (наряду с Ириной Краевой)[30] Российской литературной премии имени Александра Грина — за выдающийся вклад в развитие отечественной литературы (выразившийся в создании особо значимого литературного произведения, или за результаты творчества в целом).
- 2016 — за книгу «С неба упали три яблока» Н. Абгарян получила премию «Ясная поляна». Номинация «XXI век»[31]

### Номинации
- 2011 — Лонг-лист «Большая книга» 2011 года.
- 2021 — роман «Симон» вошёл в короткий список 16-го сезона Национальной литературной премии «Большая книга»[32] и получил приз читательских симпатий[33].

Её сборник рассказов «Семен Андреич. Летопись в каракулях» назван лучшей детской книгой последнего десятилетия в России.

## Библиография

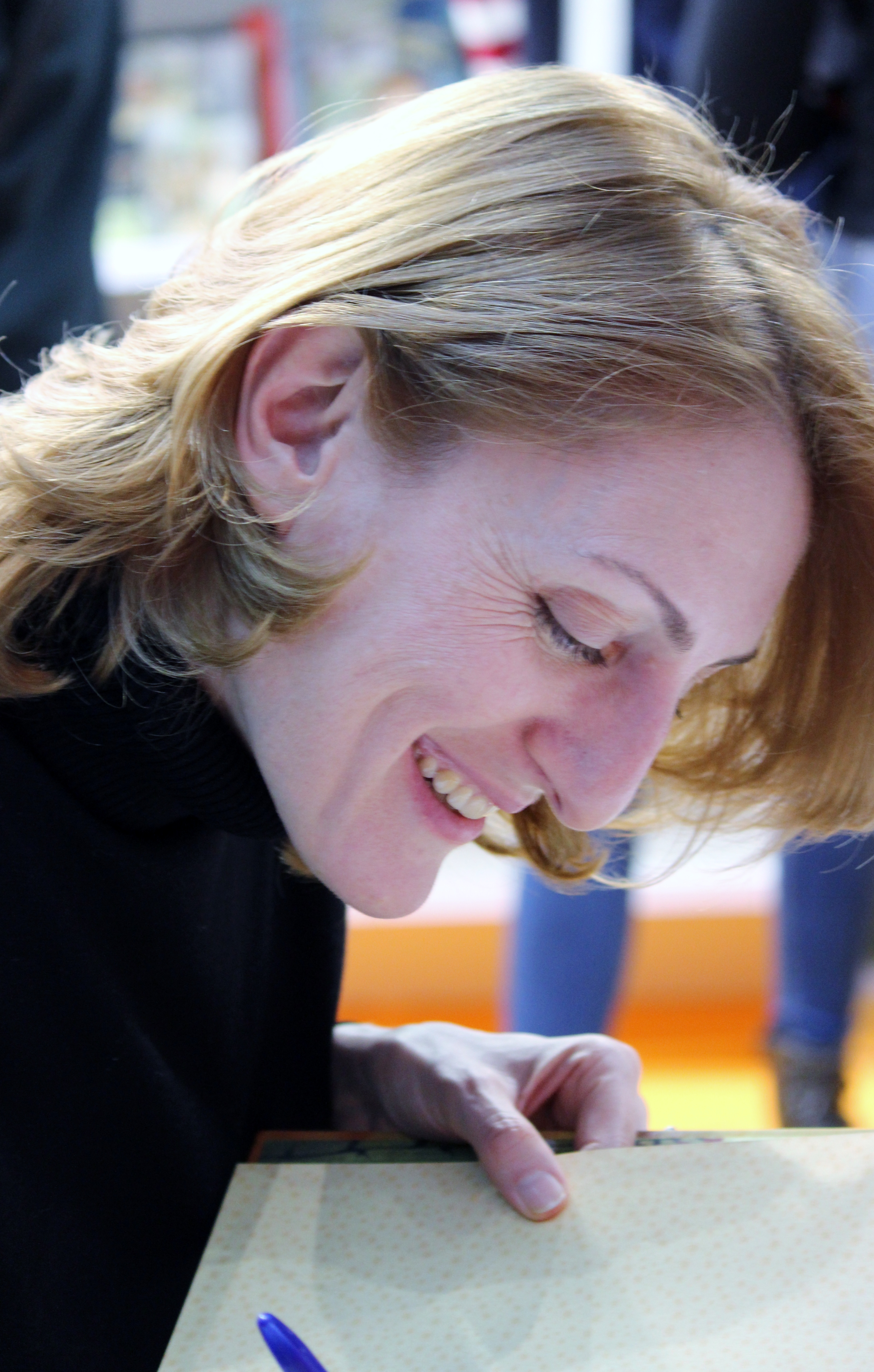
Подписывая свои книги на non/fiction № 21

## Экранизации произведений
- 2021—2024 — 30-серийный сериал «Манюня» режиссёра Армана Марутяна по одноимённой повести автора[34][35]. Премьера в России состоялась 15 декабря 2021 года состоялась в онлайн-кинотеатре Okko. Проект собрал порядка пяти миллионов просмотров. 16 марта 2022 года стало известно, что сериал будет продлён ещё на 2 сезона[36]. Второй сезон стартовал 15 декабря 2022 года. Телевизионная премьера сериала состоялась 10 февраля 2023 года на телеканале «Солнце»[37].
- 2021 — фильм «Зулали» режиссёра Айк Ордян по одноимённой повести автора. Премьера состоялась 22 октября 2021 года в Армении.
- 2023 — фильм «Манюня: Новогодние приключения» режиссёра Армана Марутяна. Премьера состоялась 14 декабря 2023 года в России[38].
- 2024 — фильм «Манюня: Приключения в Москве» режиссёра Дениса Гуляра. Премьера состоялась 30 мая 2024 года в России[39].
- 2024 — фильм «Манюня: Приключения в деревне» режиссёра Дениса Гуляра. Премьера состоялась 14 ноября 2024 года в России[40].
- 2025 — 10-серийный сериал «Симон» режиссёра Армана Марутяна по одноимённому роману автора. Премьера всех серий в России состоялась в онлайн-кинотеатре Premier 2 января 2025 года.
- 2025 — фильм «Манюня: День рождения Ба» режиссёра Армана Марутяна. Премьера состоялась 13 февраля 2025 года в России.